# Rectoria de Sant Quirze i Santa Julita
La Rectoria de Sant Quirze i Santa Julita és una obra de Muntanyola (Osona) inclosa a l'Inventari del Patrimoni Arquitectònic de Catalunya.

## Descripció
Casa de planta rectangular amb el carener paral·lel a la façana, orientada a ponent. La vessant de llevant és més prolongada que l'altre. Es troba adossada al mur de migdia de l'església parroquial. Presenta un cos de galeries orientat a migdia i adossat al temple. A la part posterior hi ha un hort, al costat del cementiri. Consta de planta baixa i dos pisos. El portal d'entrada és de forma rectangular, amb la llinda decorada amb motius eclesiàstics. S'hi han construït annexes per tal d'habilitar-los com a colònies, fet que ha modificat l'antiga estructura. És construïda amb pedra, amb afegitons de totxo.
L'estat de conservació és regular.

## Història
Pel fet de ser la rectoria i trobar-se adossada al cos de l'església, la història dels dos edificis va unida. Les primeres notícies de l'església de Sant Quirze daten del segle x, però al segle xii fou reformada i consagrada de nou.
L'església es va reconstruir al segle xviii, durant la primera meitat de segle. Com podem observar per les dates constructives de la rectoria, aquesta fou reformada ensems que l'església. Com indica la llinda del portal, fou al 1784 que s'instal·là. Altres dates: 1789, al balcó tapiat, i 1789, 1790 i 1789.
Actualment no és habitada pel rector sinó pel campaner.